# イラク共産党
イラク共産党（イラクきょうさんとう、アラビア語: الحزب الشيوعي العراقي、英語: Iraqi Communist Party）は、イラクの共産主義政党。略称ICP。イラクで最も古い政党と言われる。

## 概要
イラク王国時代の1935年にアッシリア人のユースフ・サルマーン・ユースフ (en)によって創立された。イラク南部で特に支持され、フセイン・アフマド・アッ＝ラディー (en)書記長等幹部の46.9％がシーア派であったこともある（ナジャフのウラマーの息子や親戚の多くが入党した）。1956年にアブドルカリーム・カーシムをリーダーとする国民民主党やバアス党などと国民連合戦線（アラビア語: حزب الاستقلال العراقي） と呼ばれる共同戦線を組んでおり、7月14日革命後はカーシム政権の与党としてイラク、アラブ初の女性閣僚ナズィーハ・アッ＝ドゥライミー（en）を送り出し、後に「サダムシティ」「サドルシティ」と呼ばれる「革命市」(مدينة ألثورة "Al-Thawra")を建設した。カーシムのアラブ連合共和国や共産党への姿勢に反発した汎アラブ主義者が起こしたラマダーン革命では弾圧される。
7月17日革命後からバアス党のアフマド・ハサン・アル＝バクルに連立交渉を持ちかけられており、ソ連と友好協力条約を結んだバアス党のアル＝バクル政権下で1973年にはバアス党と国民進歩戦線を組み、党員2名が入閣した。酒井啓子によれば学生組織では共産党がバアス党より有力であったとされる。
サッダーム・フセインが大統領に就任する直前の1979年5月（7月に就任）に「バアス党以外の政党の軍との接触禁止に違反した」（イランからのクーデターの情報提供がきっかけとされる）ということで非合法化され、1989年には7万人の党員が逮捕された。フセイン政権下ではシリアに支部を置き、南部以外に北部のクルド人地域でも地下活動をしていた。一部の親政府派は2003年のイラク戦争まで議会の小さな衛星政党だったイラク共産主義者前衛機構などをつくった。
フセイン政権崩壊直後の2003年4月20日から公然活動を再開した。かねてからイラク国民会議などの反体制派組織と連絡をとりあっており、米軍占領下ではムーサ書記長がイラク統治評議会のメンバーであり、ムフィード・ムハンマド・ジャワード・アル＝ジャザーイリー (en)文化相やラーイド・ジャーヒド・ファフミー (en)科学技術相のような閣僚も出しており、2005年の暫定国民議会選挙では、イラク暫定政権で首相だったイヤード・アッラーウィー、大統領を務めたガーズィー・ヤーワルも参加するイラク国民リストを主導する政党であった。
2018年イラク議会選挙では党首のハミード・マジード・ムーサとシーア派イスラム主義者で有名なムクタダー・アッ＝サドルを共同代表とする新たな政党連合改革への同盟を立ち上げ、この政党連合は選挙で54議席を獲得してイラク議会第一党に躍進した。とりわけ、宗教的には最も保守的とされる聖地ナジャフで共産党が勝利したことは注目された。